# Vrábče
Vrábče är en ort i Tjeckien.   Den ligger i regionen Södra Böhmen, i den södra delen av landet, 130 km söder om huvudstaden Prag. Vrábče ligger 520 meter över havet och antalet invånare är 496.
Terrängen runt Vrábče är platt österut, men västerut är den kuperad.Runt Vrábče är det ganska tätbefolkat, med 83 invånare per kvadratkilometer. Närmaste större samhälle är České Budějovice, 9,6 km nordost om Vrábče. Omgivningarna runt Vrábče är en mosaik av jordbruksmark och naturlig växtlighet.